# Maria Assumpció Balaguer i Golobart
Maria Assumpció Balaguer i Golobart   (Manresa, 8 de novembre de 1925 - Cercedilla, 23 de novembre de 2019) fou una actriu catalana de teatre, televisió i de cinema.
Va estudiar declamació amb Marta Grau, a l'Institut del Teatre de Barcelona. Anant de teatre en teatre per Espanya, com a actriu principal de la companyia teatral Lope de Vega, de Manuel Tamayo, va conèixer l'home de la seva vida, Francisco Rabal, amb qui es va casar el 1951. Amb Paco Rabal van muntar una companyia pròpia que va fer algunes gires per Espanya i Amèrica.
Va participar en la primera pel·lícula del seu fill Benito, El hermano bastardo de Dios, però no va ser fins a la mort de Paco Rabal, el 2001, que va tornar als escenaris. Amb 75 anys, va sorprendre com a actriu de revista al musical "Follies", de Mario Gas. Un dels últims papers va ser a "Merlí", on feia d'àvia de la família Rubio. Va protagonitzar el documental Una mujer sin sombra (2013), en què feia balanç de la seva vida.
El 2012 va rebre un premi Max de Teatre com a millor actriu de repartiment a “Follies”. L'any 2013 fou distingida amb la Creu de Sant Jordi. El desembre de 2015 es va anunciar el seu nomenament com a membre d'honor de l'Acadèmia de Cinema Català. Va morir el 23 de novembre de 2019, a Cercedilla, als 94 anys.

## Trajectòria professional

### Teatre
- La discreta enamorada, de Lope de Vega. Direcció d'Artur Carbonell.
- Eco y Narciso, de Pedro Calderón de la Barca.
- Nuestra diosa, de Massimo Bontempelli
- El tiempo es un sueño, de Lenormand.
- María Estuardo, de Friedrich Schiller.
- Otelo, de William Shakespeare
- Nuestra ciudad, de Tornthon Wilder
- Plaza de Oriente, de Joaquín Calvo Sotelo.
- L'alcova vermella, de Josep Maria de Sagarra. Estrenada el 15 de febrer de 1952 al teatre Romea.
- Diálogos de Carmelitas, de Bernanos
- Proceso a Jesús.
- Después de la caída, d'Arthur Miller.
- El Barón, de Leandro Fernández de Moratín.
- Casa de muñecas, d'Henrik Ibsen.
- El sombrero de copa, de Vital Aza.

### Cinema
- 1951. La casa de la colina, de Pedro Costa
- 1953. La Guerra de Dios, de Rafael Gil.
- 1953. El hombre de la nevera, de Vicente Tamarit
- 1955. El canto del gallo, de Rafael Gil.
- 1960. 091 Policía al habla, de José María Forqué
- 1963. El camino, de Ana Mariscal.
- 1964. María Rosa, d'Armand Moreno, amb Núria Espert i Francisco Rabal.
- 1969. Los desafíos, de José Luis Egea.
- 1973. L'altra imatge, d'Antoni Ribas.
- 1975. El libro del Buen Amor, de Julián Marcos
- 1977. Yo soy mía, de Javier Balaguer
- 1981. Chi trova un amico, trova un tesoro, de Sergio Corbucci
- 1982. Loca por el circo,de Luis María Delgado
- 1985. La hora bruja, de Jaime de Armiñán.
- 1985. Lulú de noche, d'Emilio Martínez-Lázaro, amb Chus Lampreave
- 1986. El hermano bastardo de Dios, de Benito Rabal.
- 1989. El sueño del mono loco, de Fernando Trueba.
- 1991. El llarg hivern, de Jaime Camino.
- 1991. El hombre que perdió su sombra, d'Alain Tanner.
- 1991. Cómo ser mujer y no morir en el intento, d'Ana Belén.
- 1993. Cómo ser infeliz y disfrutarlo, d'Enrique Urbizu.
- 1995. Una casa en las afueras, de Pedro Costa.
- 1995. El palomo cojo, de Jaime de Armiñán
- 1995. Boca a Boca, de Manolo Gómez Pereira
- 1995. La niña de tus sueños, de Jesús R. Delgado
- 1997. Memorias del ángel caído, de David Alonso
- 1998. El Evangelio de las Maravillas, d'Arturo Ripstein
- 1998. Extraños, d'Imanol Uribe.
- 1999. El beso de la tierra, de Lucinda Torre
- 1999. Las huellas borradas, d'Enrique Gabriel-Lipschutz
- 2001. Silencio Roto, de Montxo Armendáriz.
- 2001-02. Días de boda, de Juan Pinzás
- 2001. Primer y último amor, de A Giménez-Rico.
- 2004. Mala uva, de Javier Domingo
- 2004. È già ieri, de Giulio Manfredonia
- 2005. Las llaves de la independencia, de Carlos Gil
- 2007. My Way, de José Antonio Salgot
- 2007. Aqua, el riu vermell, de Manuel Almiñana
- 2008. Enloquecidas, de Juan Luis Iborra
- 2009. Fuga de cerebros, de Fernando González Molina
- 2010. Pájaros de papel, de Emilio Aragón
- 2010. Vidas pequeñas, d'Enrique Gabriel
- 2014. Huidas, de Mercedes Gaspar
- 2015. Barcelona Nit d'Hivern, de Dani de la Orden

### Televisió
- Juncal (sèrie).
- Una Gloria Nacional.
- Truhanes (sèrie).
- La bella Otero, de Jordi Frades.
- La que se avecina (sèrie), esporàdicament.
- Polseres Vermelles (sèrie).
- Merlí (sèrie).